# فیروز زاهدی
فیروز زاهدی، زادهٔ ۱۳۲۸ (۱۹۴۹ میلادی) در ایران، عکاس ایرانی‌آمریکایی است.

## زندگی‌نامه

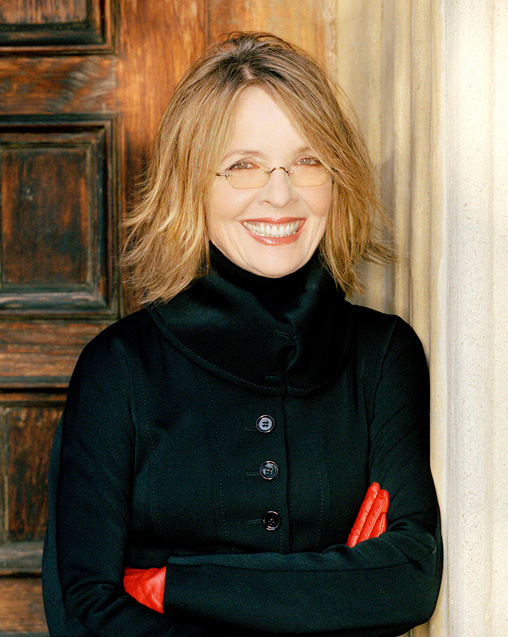
عکس فیروز زاهدی از دایان کیتن

فیروز زاهدی تا سن ده سالگی در ایران زندگی‌کرد، و سپس به لندن نقل مکان نمود، و از سن ۲۰ سالگی تاکنون در آمریکا زندگی می‌کند. در سال ۱۹۶۹ برای ادامه تحصیل در رشته سیاست خارجی به دانشگاه جرج‌تاون رفت، و سپس مدتی به عنوان دیپلمات در سفارت ایران کار کرد، ولی از این کار انصراف داد تا رشته هنر را در مدرسه هنر کورکوران (Corcoran School of Art) ادامه‌دهد.

### آغاز عکاسی در هالیوود
فیروز زاهدی در زمان دانشجویی در یکی از میهمانیهای سفارت ایران با الیزابت تیلور آشناشد. زمانی که الیزابت تیلور از طرف اردشیر زاهدی به ایران دعوت‌شد، فیروز زاهدی را هم با خود برد. در این سفر او عکسهای متعددی از الیزابت تیلور گرفت.
در بازگشت به ایران، اندی وارهول که از دوستان او بود، از عکسهای او خوشش آمد و به او پیشنهاد عکاسی برای مجله Interview Magazine را داد. چندی بعد، الیزابت تیلور از او دعوت‌کرد تا به عنوان عکاس برای فیلمی که بازی می‌کرد با او به هالیوود برود. فیروز زاهدی سپس مقیم لس آنجلس شد و عکاسی حرفه‌ای را به‌عنوان پیشه خود انتخاب‌کرد.

## پیشه
کارهای فیروز زاهدی در مجله‌های آمریکایی و اروپایی مانند ونتی فر، مجلهٔ تایم، وگ و جی‌کیو چاپ‌شده‌اند. به‌علاوه او تک‌چهرهٔ ستاره‌های مشهور سینما چون دایان کیتن، باربارا استرایسند، مریل استریپ، نیکول کیدمن، آنجلینا جولی، جان تراولتا و لئوناردو دی‌کاپریو را هم گرفته‌است.

## کارهای برگزیده
پوستر فیلم
- داستان عامه‌پسند
- ادوارد دست‌قیچی
- خانواده آدامز
- کوتوله را بگیرید
- جکی براون

جلد کتاب
- 'گلدی، نیلوفر آبی در گل رشد می‌کند از گلدی هان
- اشتیاق من برای طراحی از باربارا استرایسند
- زمان اول از جین فوندا